# 다비 시카르

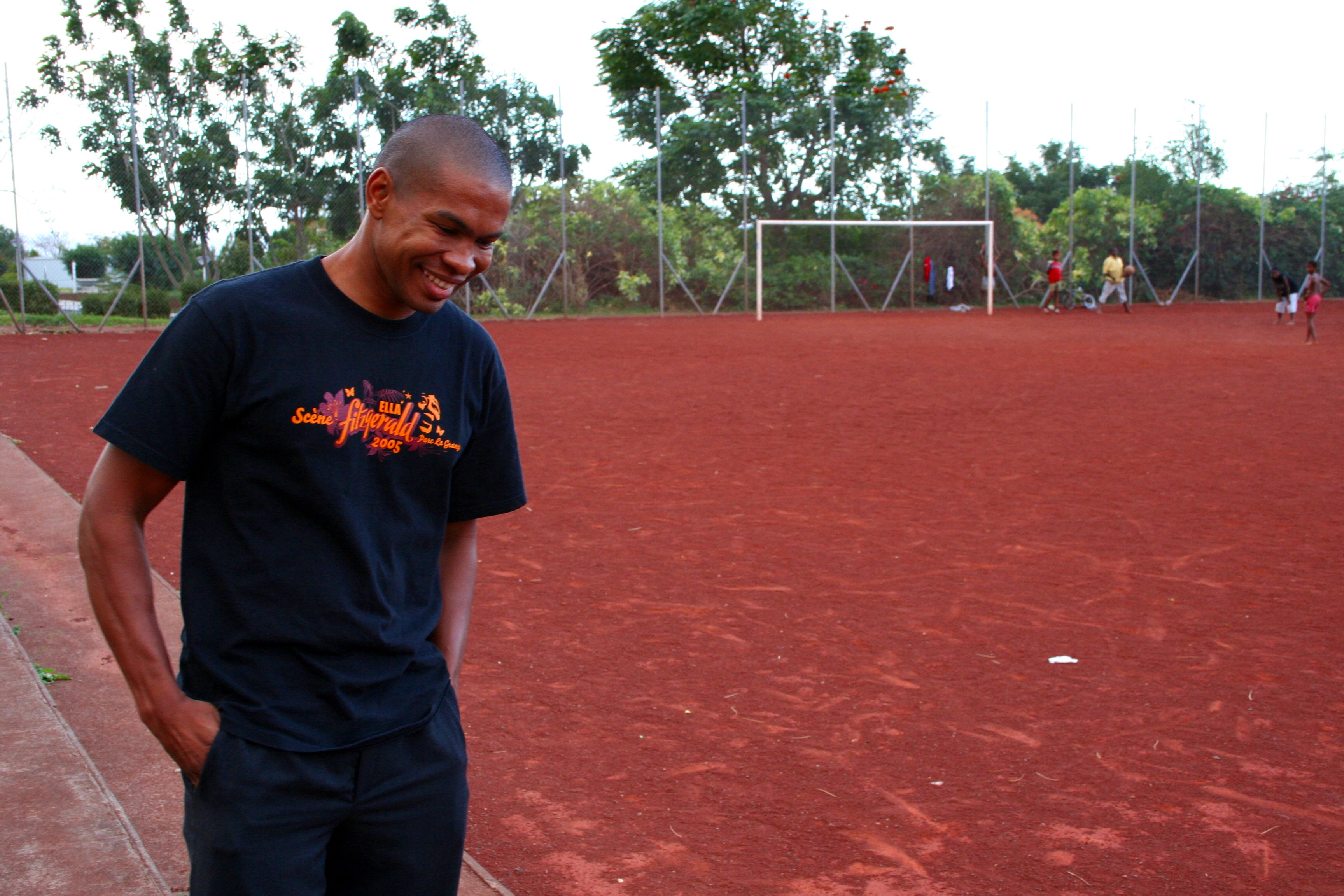

다비 시카르(Davy Sicard, 1973년 - )는 레위니옹의 가수이다.

## 삶
여러 가지 악기를 다룰 줄 알며, 레위니옹 전통 음악 말로야에 기반을 둔 스타일을 구사한다. 1990년대에는 4인조 아카펠라 'College Brothers'에서 활동하였으며, 2000년부터 솔로 활동 중이다.